# بخش دینان
بخش دینان (به فرانسوی: Arrondissement de Dinan) یک بخش در فرانسه است که در کوت-دارمور واقع شده‌است.